# الجودو في دورة الألعاب الآسيوية 2010
أقيمت منافسات الجودو في دورة الألعاب الآسيوية 2010 في غوانجو، الصين في الفترة ما بين 13 و16 نوفمبر 2010. جرت جميع المنافسات في صالة ألعاب هواغونغ الرياضية.

## الجدول الزمني
| ت | جولات تمهيدية | ن | Repechage، نصف النهائي والنهائي |

| الحدث↓/التاريخ ←                                           | 13 السبت | 13 السبت | 14 الأحد | 14 الأحد | 15 الاثنين | 15 الاثنين | 16 الثلاثاء | 16 الثلاثاء |
| ---------------------------------------------------------- | -------- | -------- | -------- | -------- | ---------- | ---------- | ----------- | ----------- |
| الجودو في دورة الألعاب الآسيوية 2010 – 60 كغم رجال         |          |          |          |          |            |            | ت           | ن           |
| الجودو في دورة الألعاب الآسيوية 2010 – 66 كغم رجال         |          |          |          |          | ت          | ن          |             |             |
| الجودو في دورة الألعاب الآسيوية 2010 – 73 كغم رجال         |          |          |          |          | ت          | ن          |             |             |
| الجودو في دورة الألعاب الآسيوية 2010 – 81 كغم رجال         |          |          | ت        | ن        |            |            |             |             |
| الجودو في دورة الألعاب الآسيوية 2010 – 90 كغم رجال         |          |          | ت        | ن        |            |            |             |             |
| الجودو في دورة الألعاب الآسيوية 2010 – 100 كغم رجال        | ت        | ن        |          |          |            |            |             |             |
| الجودو في دورة الألعاب الآسيوية 2010 – +100 كغم رجال       | ت        | ن        |          |          |            |            |             |             |
| الجودو في دورة الألعاب الآسيوية 2010 – الوزن المفتوح رجال  |          |          |          |          |            |            | ت           | ن           |
| الجودو في دورة الألعاب الآسيوية 2010 – 48 كغم سيدات        |          |          |          |          |            |            | ت           | ن           |
| الجودو في دورة الألعاب الآسيوية 2010 – 52 كغم سيدات        |          |          |          |          | ت          | ن          |             |             |
| الجودو في دورة الألعاب الآسيوية 2010 – 57 كغم سيدات        |          |          |          |          | ت          | ن          |             |             |
| الجودو في دورة الألعاب الآسيوية 2010 – 63 كغم سيدات        |          |          | ت        | ن        |            |            |             |             |
| الجودو في دورة الألعاب الآسيوية 2010 – 70 كغم سيدات        |          |          | ت        | ن        |            |            |             |             |
| الجودو في دورة الألعاب الآسيوية 2010 – 78 كغم سيدات        | ت        | ن        |          |          |            |            |             |             |
| الجودو في دورة الألعاب الآسيوية 2010 – +78 كغم سيدات       | ت        | ن        |          |          |            |            |             |             |
| الجودو في دورة الألعاب الآسيوية 2010 – الوزن المفتوح سيدات |          |          |          |          |            |            | ت           | ن           |

## الحائزون على الميداليات

### رجال
| الحدث                    | الذهبية                       | الفضية                        | البرونزية                      |
| ------------------------ | ----------------------------- | ----------------------------- | ------------------------------ |
| وزن خفيف إضافي (−60 كغم) | ريشود سوبيروف · أوزبكستان     | هيروآكي هيراوكا · اليابان     | ألاموسي · الصين                |
| وزن خفيف إضافي (−60 كغم) | ريشود سوبيروف · أوزبكستان     | هيروآكي هيراوكا · اليابان     | تشوي مين-هو · كوريا الجنوبية   |
| وزن نصف خفيف (−66 كغم)   | كيم جو-جين · كوريا الجنوبية   | ميرزهيد فارمونوف · أوزبكستان  | جونبي موريشيتا · اليابان       |
| وزن نصف خفيف (−66 كغم)   | كيم جو-جين · كوريا الجنوبية   | ميرزهيد فارمونوف · أوزبكستان  | هونغ كوك-هيون · كوريا الشمالية |
| وزن خفيف (−73 كغم)       | هيرويوكي أكيموتو · اليابان    | وانغ كي-تشون · كوريا الجنوبية | نافروز جوراكوبيلوف · أوزبكستان |
| وزن خفيف (−73 كغم)       | هيرويوكي أكيموتو · اليابان    | وانغ كي-تشون · كوريا الجنوبية | رسول باقييف · طاجيكستان        |
| وزن نصف متوسط (−81 كغم)  | كيم جاي-بوم · كوريا الجنوبية  | إسلام بوزباييف · كازاخستان    | لم تمنح                        |
| وزن نصف متوسط (−81 كغم)  | كيم جاي-بوم · كوريا الجنوبية  | ماساهيرو تاكاماتسو · اليابان  | لم تمنح                        |
| وزن متوسط (−90 كغم)      | تاكاشي أونو · اليابان         | ديلشود تشورييف · أوزبكستان    | تسنغ هان-تشيه · تايبيه الصينية |
| وزن متوسط (−90 كغم)      | تاكاشي أونو · اليابان         | ديلشود تشورييف · أوزبكستان    | لي كيو-وون · كوريا الجنوبية    |
| وزن نصف ثقيل (−100 كغم)  | هوانغ هي-تاي · كوريا الجنوبية | تاكاماسا أناي · اليابان       | مكسيم راكوف · كازاخستان        |
| وزن نصف ثقيل (−100 كغم)  | هوانغ هي-تاي · كوريا الجنوبية | تاكاماسا أناي · اليابان       | رمز الدين سيدوف · أوزبكستان    |
| وزن ثقيل (+100 كغم)      | كيم سو-هوان · كوريا الجنوبية  | عبد الله تانغرييف · أوزبكستان | دايكي كاميكاوا · اليابان       |
| وزن ثقيل (+100 كغم)      | كيم سو-هوان · كوريا الجنوبية  | عبد الله تانغرييف · أوزبكستان | محمد رضا رودكي · إيران         |
| وزن مفتوح                | كازوهيكو تاكاهاشي · اليابان   | محمد رضا رودكي · إيران        | خادباتارين مونخباتار · منغوليا |
| وزن مفتوح                | كازوهيكو تاكاهاشي · اليابان   | محمد رضا رودكي · إيران        | أوتكير كوربانوف · أوزبكستان    |

### سيدات
| الحدث                    | الذهبية                         | الفضية                          | البرونزية                          |
| ------------------------ | ------------------------------- | ------------------------------- | ---------------------------------- |
| وزن خفيف إضافي (−48 كغم) | وو شوجين · الصين                | توموكو فوكومي · اليابان         | تشونغ جونغ-يون · كوريا الجنوبية    |
| وزن خفيف إضافي (−48 كغم) | وو شوجين · الصين                | توموكو فوكومي · اليابان         | بالجينيمين بات-إردين · منغوليا     |
| وزن نصف خفيف (−52 كغم)   | ميساٹو ناکامورا · اليابان       | مونخباتارين بوندما · منغوليا    | هي هونغمي · الصين                  |
| وزن نصف خفيف (−52 كغم)   | ميساٹو ناکامورا · اليابان       | مونخباتارين بوندما · منغوليا    | آن كوم-آي · كوريا الشمالية         |
| وزن خفيف (−57 كغم)       | كاوري ماتسوموتو · اليابان       | كيم جان-دي · كوريا الجنوبية     | تومين-أودين باتوغس · منغوليا       |
| وزن خفيف (−57 كغم)       | كاوري ماتسوموتو · اليابان       | كيم جان-دي · كوريا الجنوبية     | لين تشين-لينغ · تايبيه الصينية     |
| وزن نصف متوسط (−63 كغم)  | يوشي أوينو · اليابان            | وانغ تشين-فانغ · تايبيه الصينية | كونغ جا-يونغ · كوريا الجنوبية      |
| وزن نصف متوسط (−63 كغم)  | يوشي أوينو · اليابان            | وانغ تشين-فانغ · تايبيه الصينية | كيم سو-غيونغ · كوريا الشمالية      |
| وزن متوسط (−70 كغم)      | هوانغ يي-سول · كوريا الجنوبية   | سول كيونغ · كوريا الشمالية      | تسيند-أيوشين نارانجارغال · منغوليا |
| وزن متوسط (−70 كغم)      | هوانغ يي-سول · كوريا الجنوبية   | سول كيونغ · كوريا الشمالية      | تشن فاي · الصين                    |
| وزن نصف ثقيل (−78 كغم)   | جيونغ غيونغ-مي · كوريا الجنوبية | أكاري أوغاتا · اليابان          | يانغ شيويلي · الصين                |
| وزن نصف ثقيل (−78 كغم)   | جيونغ غيونغ-مي · كوريا الجنوبية | أكاري أوغاتا · اليابان          | غاليا أولمنتايفا · كازاخستان       |
| وزن ثقيل (+78 كغم)       | ميكا سوغيموتو · اليابان         | تشين تشيان · الصين              | كيم نا-يونغ · كوريا الجنوبية       |
| وزن ثقيل (+78 كغم)       | ميكا سوغيموتو · اليابان         | تشين تشيان · الصين              | غولجان إيسانوفا · كازاخستان        |
| وزن مفتوح                | ليو هوانيوان · الصين            | كيم نا-يونغ · كوريا الجنوبية    | ميغومي تاشيموتو · اليابان          |
| وزن مفتوح                | ليو هوانيوان · الصين            | كيم نا-يونغ · كوريا الجنوبية    | دورجغوتوفين تسيرينخاند · منغوليا   |

## جدول الميداليات
*   البلد المضيف (مضيف)
| المرتبة | فريق                 | ذهبية | فضية | برونزية | المجموع |
| ------- | -------------------- | ----- | ---- | ------- | ------- |
| 1       | اليابان (JPN)        | 7     | 5    | 3       | 15      |
| 2       | كوريا الجنوبية (KOR) | 6     | 3    | 5       | 14      |
| 3       | الصين (CHN)          | 2     | 1    | 4       | 7       |
| 4       | أوزبكستان (UZB)      | 1     | 3    | 3       | 7       |
| 5       | منغوليا (MGL)        | 0     | 1    | 5       | 6       |
| 6       | كازاخستان (KAZ)      | 0     | 1    | 3       | 4       |
| 6       | كوريا الشمالية (PRK) | 0     | 1    | 3       | 4       |
| 8       | تايبيه الصينية (TPE) | 0     | 1    | 2       | 3       |
| 9       | إيران (IRI)          | 0     | 1    | 1       | 2       |
| 10      | طاجيكستان (TJK)      | 0     | 0    | 1       | 1       |
| المجموع | المجموع              | 16    | 17   | 30      | 63      |

## الدول المشاركة
شارك ما مجموعه 231 رياضيًا من 32 دولة في منافسات الجودو دورة الألعاب الآسيوية 2010:
- أفغانستان (2)
- اللجنة الأولمبية الكويتية (10)
- البحرين (1)
- الصين (15)
- تايبيه الصينية (4)
- هونغ كونغ (2)
- الهند (8)
- إيران (10)
- العراق (2)
- اليابان (16)
- كازاخستان (16)
- قيرغيزستان (9)
- لاوس (5)
- لبنان (6)
- ماكاو (4)
- منغوليا (15)
- نيبال (4)
- كوريا الشمالية (8)
- باكستان (6)
- فلسطين (1)
- الفلبين (6)
- قطر (4)
- السعودية (5)
- كوريا الجنوبية (14)
- سوريا (3)
- طاجيكستان (7)
- تايلاند (10)
- تركمانستان (12)
- الإمارات العربية المتحدة (3)
- أوزبكستان (10)
- فيتنام (10)
- اليمن (3)

## وصلات خارجية
- موقع الجودو في دورة الألعاب الآسيوية 2010
- جودو في دورة الألعاب الآسيوية 2010 على موقع الفيدرالية الدولية للجودو (الإنجليزية)
- جودو في دورة الألعاب الآسيوية 2010 على موقع JudoInside.com (الإنجليزية)